# Álbuns número um na Billboard 200 em 2002

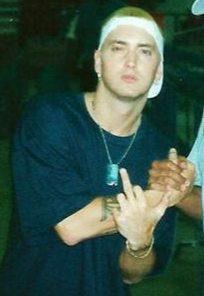
O rapper Eminem ficou com dois álbuns na primeira posição na Billboard 200.

Este anexo lista os álbuns número um na Billboard 200 em 2002. Todos os rankings são pesquisados e compilados pela Nielsen Soundscan com registros de vendas físicas e digitais nos EUA.
O álbum Weathered da banda Creed foi o que estreou na parada no ano de 2002, ficando no topo durante todo o mês de janeiro e sendo comercializadas mais de 6 milhões de cópias. O cantor que ficou por mais tempo no ranking foi Eminem, com dois álbuns: 8 Mile e The Eminem Show, sendo que este último ficou por 5 semanas em primeiro lugar nas vendas dos Estados Unidos e vendeu mais de 9 milhões de cópias, somente no país.
Outros artistas também ficaram em primeiro lugar, como a Shania Twain com seu até então disco de inéditas Up!, que segundo a RIAA foram mais de 11 milhões de discos vendidos nos EUA. A coletânea do cantor Elvis Presley, Elvis: 30 number1 Hits, as trilhas sonoras We Invented the Remix e O Brother, Where Art Thou? também ficaram na primeira posição na Billboard 200 em 2002, além deste último estar na lista dos 200 álbuns definitivos no Rock and Roll Hall of Fame.

## História da parada em 2002

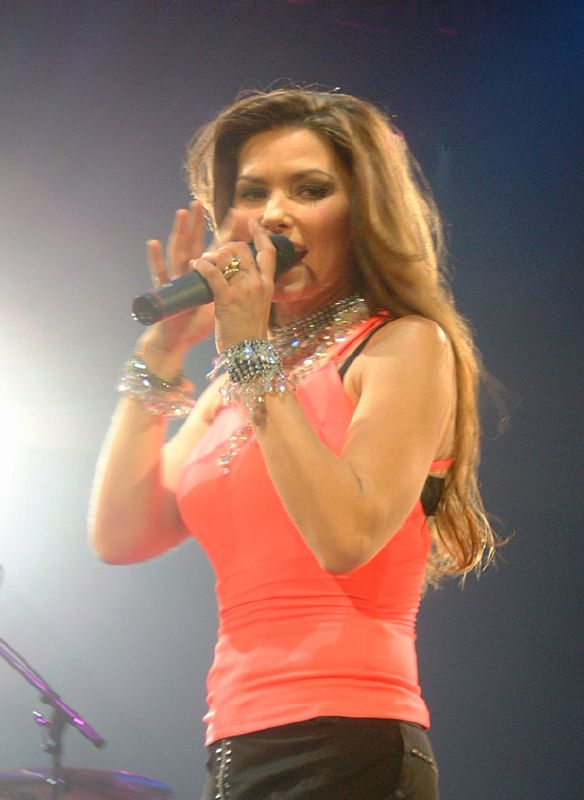
A cantora Shania Twain ficou por 4 semanas em primeiro lugar na parada.

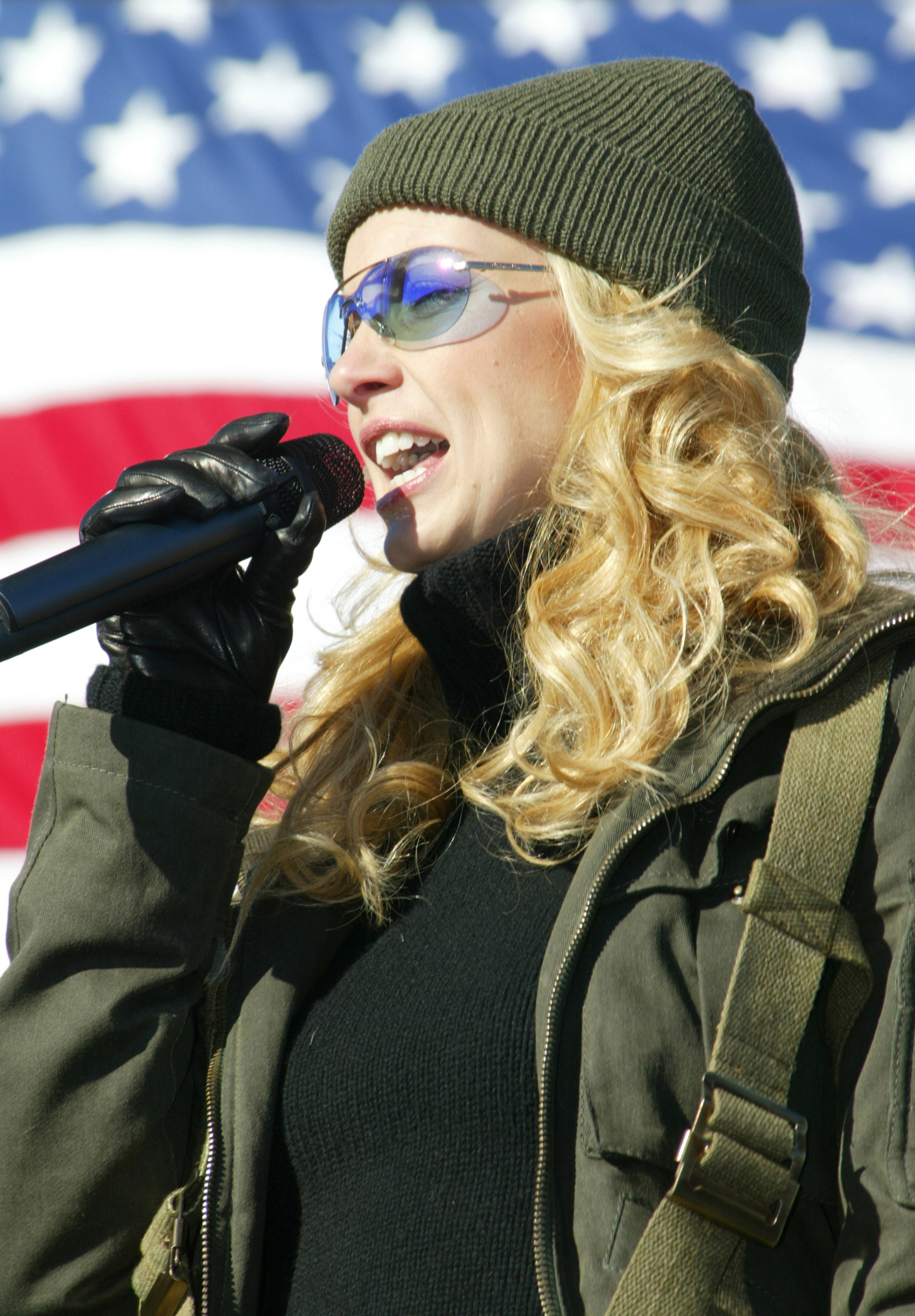
Faith Hill e seu álbum número um Cry.

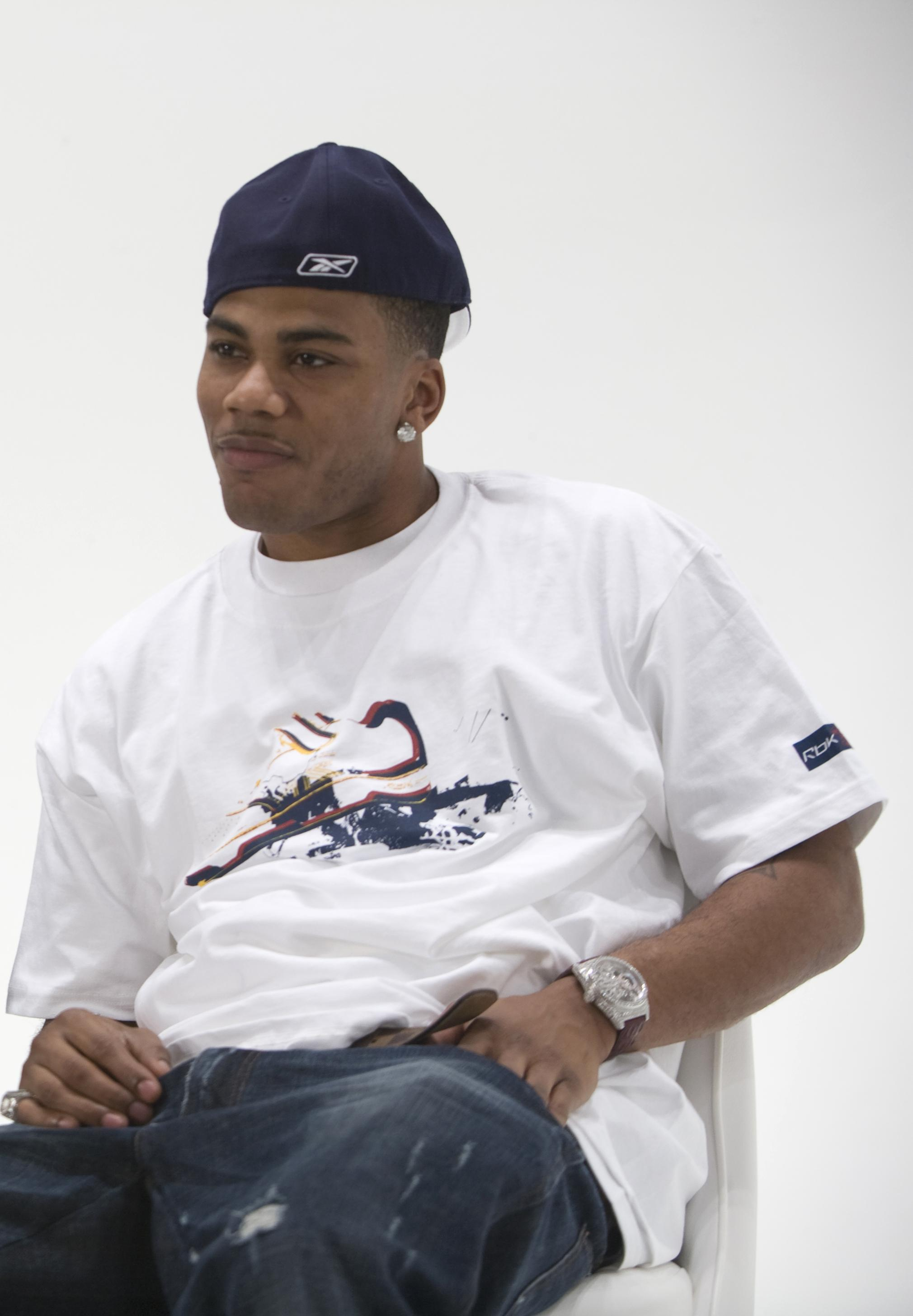
O cantor Nelly com seu álbum de estúdio Nellyville ficou por 4 semanas no topo dos mais vendidos nos EUA.

| Data            | Álbum                                | Artista(s)         | Vendas aproximadas | Ref.          |
| --------------- | ------------------------------------ | ------------------ | ------------------ | ------------- |
| 5 de janeiro    | Weathered                            | Creed              | 860 mil            | [ 6 ]         |
| 12 de janeiro   | Weathered                            | Creed              | 398 mil            | [ 6 ]         |
| 19 de janeiro   | Weathered                            | Creed              | 166 mil            | [ 6 ]         |
| 26 de janeiro   | Weathered                            | Creed              | 138 mil            | [ 6 ]         |
| 2 de fevereiro  | Drive                                | Alan Jackson       | 423 mil            | [ 7 ]         |
| 9 de fevereiro  | Drive                                | Alan Jackson       | 230 mil            | [ 7 ]         |
| 16 de fevereiro | Drive                                | Alan Jackson       | 189 mil            | [ 7 ]         |
| 23 de fevereiro | J to tha L-O!: The Remixes           | Jennifer Lopez     | 156 mil            | [ 8 ]         |
| 2 de março      | Drive                                | Alan Jackson       | 184 mil            | [ 9 ]         |
| 9 de março      | J to tha L-O!: The Remixes           | Jennifer Lopez     | 102 mil            | [ 10 ]        |
| 16 de março     | Under Rug Swept                      | Alanis Morissette  | 215 mil            | [ 11 ]        |
| 23 de março     | O Brother, Where Art Thou?           | Trilha sonora      | 159 mil            | [ 12 ] [ 13 ] |
| 30 de março     | O Brother, Where Art Thou?           | Trilha sonora      | 149 mil            | [ 14 ]        |
| 6 de abril      | Now 9                                | Vários artistas    | 420 mil            | [ 15 ]        |
| 13 de abril     | A New Day Has Come                   | Celine Dion        | 527 mil            | [ 16 ]        |
| 20 de abril     | Ashanti                              | Ashanti            | 502,5 mil          | [ 17 ]        |
| 27 de abril     | Ashanti                              | Ashanti            | 246 mil            | [ 18 ]        |
| 4 de maio       | Ashanti                              | Ashanti            | 190 mil            | [ 19 ]        |
| 11 de maio      | No Shoes, No Shirt, No Problems      | Kenny Chesney      | 235 mil            | [ 20 ]        |
| 18 de maio      | Hood Rich                            | Big Tymers         | 160 mil            | [ 21 ]        |
| 25 de maio      | Juslisen (Just Listen)               | Musiq              | 260 mil            | [ 22 ]        |
| 1 de junho      | We Invented the Remix                | Vários artistas    | 256 mil            | [ 23 ]        |
| 8 de junho      | The Eminem Show                      | Eminem             | 285 mil            | [ 24 ]        |
| 15 de junho     | The Eminem Show                      | Eminem             | 1 milhão e 32 mil  | [ 25 ]        |
| 22 de junho     | The Eminem Show                      | Eminem             | 809 mil            | [ 26 ]        |
| 29 de junho     | The Eminem Show                      | Eminem             | 530 mil            | [ 27 ]        |
| 6 de julho      | The Eminem Show                      | Eminem             | 381 mil            | [ 28 ]        |
| 13 de julho     | Nellyville                           | Nelly              | 714 mil            | [ 29 ]        |
| 20 de julho     | Nellyville                           | Nelly              | 447 mil            | [ 30 ]        |
| 27 de julho     | Nellyville                           | Nelly              | 340 mil            | [ 31 ]        |
| 3 de agosto     | Busted Stuff                         | Dave Matthews Band | 622 mil            | [ 32 ]        |
| 10 de agosto    | Unleashed                            | Toby Keith         | 338 mil            | [ 33 ]        |
| 17 de agosto    | The Rising                           | Bruce Springsteen  | 525 mil            | [ 34 ]        |
| 24 de agosto    | The Rising                           | Bruce Springsteen  | 239 mil            | [ 35 ]        |
| 31 de agosto    | Nellyville                           | Nelly              | 183 mil            | [ 36 ]        |
| 7 de setembro   | The Eminem Show                      | Eminem             | 170 mil            | [ 37 ]        |
| 14 de setembro  | Home                                 | Dixie Chicks       | 780 mil            | [ 38 ]        |
| 21 de setembro  | Home                                 | Dixie Chicks       | N/A                | [ 39 ]        |
| 28 de setembro  | Home                                 | Dixie Chicks       | 214 mil            | [ 40 ]        |
| 5 de outubro    | Believe                              | Disturbed          | 284 mil            | [ 41 ]        |
| 12 de outubro   | Elvis: 30 number1 Hits               | Elvis Presley      | 500 mil            | [ 42 ]        |
| 19 de outubro   | Elvis: 30 number1 Hits               | Elvis Presley      | 337 mil            | [ 43 ]        |
| 26 de outubro   | Elvis: 30 number1 Hits               | Elvis Presley      | 205 mil            | [ 44 ]        |
| 2 de novembro   | Cry                                  | Faith Hill         | 472 mil            | [ 45 ]        |
| 9 de novembro   | Shaman                               | Santana            | 299 mil            | [ 46 ]        |
| 16 de novembro  | 8 Mile                               | Vários artistas    | 702 mil            | [ 47 ]        |
| 23 de novembro  | 8 Mile                               | Vários artistas    | 508 mil            | [ 48 ]        |
| 30 de novembro  | The Blueprint²: The Gift & the Curse | Jay-Z              | 545 mil            | [ 49 ]        |
| 7 de dezembro   | Up!                                  | Shania Twain       | 874 mil            | [ 50 ]        |
| 14 de dezembro  | Up!                                  | Shania Twain       | 623 mil            | [ 51 ]        |
| 21 de dezembro  | Up!                                  | Shania Twain       | 317 mil            | [ 52 ]        |
| 28 de dezembro  | Up!                                  | Shania Twain       | 373 mil            | [ 53 ]        |